# Archer (Floride)
Pour les articles homonymes, voir Archer (homonymie).
Archer est une ville du comté d'Alachua, en Floride, aux États-Unis.

## Démographie
| 1910 | 1920 | 1930 | 1940 | 1950 | 1960 |
| ---- | ---- | ---- | ---- | ---- | ---- |
| 468  | 420  | 576  | 517  | 586  | 707  |

| 1970 | 1980  | 1990  | 2000  | 2010  | - |
| ---- | ----- | ----- | ----- | ----- | - |
| 898  | 1 230 | 1 372 | 1 289 | 1 118 | - |

La population était de 1 118 habitants au recensement de 2010.